# Кавкуй
Кавкуй (рос. Кавкуй) — аул у Карасуцькому районі Новосибірської області Російської Федерації.
Входить до складу муніципального утворення Михайловська сільрада. Населення становить 87 осіб (2010).

## Історія
Згідно із законом від 2 червня 2004 року органом місцевого самоврядування є Михайловська сільрада.

## Населення
| 2002 | 2007 | 2010 |
| ---- | ---- | ---- |
| 120  | ↘100 | ↘87  |